# Нефтяник-Смена
«Нефтяник-Смена» — российский хоккейный клуб из города Северск, основанный в 1960 году.

## История
Хоккейный клуб «Янтарь» в советские времена входил в 50 лучших хоккейных команд СССР. Особые достижения команды пришлись на 1960-1970 года. В команде играли Зинатула Абдулвахитов, Юрий Панкратов, Лев Шорин, Владимир Черкасов, Владимир Орлов, Геннадий Денисов, Юрий Мальцев, Николай Балмашнов, Виктор Кривошеин, Борис Королев, Валерий Панкратов, Владимир Карпунин, Борис Макаренко, Виталий Киселев.
В середине 1990-х команда выбыла в высший дивизион. В 2003 году «Янтарь» перешёл в первый дивизион.
В  сезоне чемпионата России 2002/03 «Янтарь» играл в дивизионе «Восток» высшей лиги и занял 12 место. После этого выбывания клуб так и не вернулся в высшую лигу. В 2004 г. команда заняла последнее место в региональном турнире, поэтому выбыла и из первой лиги. После этого 3 года команда «Янтарь-СХК» во главе с тренером C. Н. Петровым выступала только на областном уровне.
В сезоне 2007/2008 «Янтарь» вернулся в первую лигу. С сезона 2011/2012 команда выступала в Российской хоккейной лиге. Первый сезон в лиге выдался для команды неудачно: лишь 8 место в конференции Восток (из 10 возможных) и победа всего в 11 матчах из 40. В общем зачёте сезона 2011/2012 команда заняла 21 место из 24 возможных.
В августе 2012 года команда сменила название на «Нефтяник-Смена». В сезоне 2013—2014 выступала в чемпионате СФО.